# Mário Henrique
Mário Henrique da Silva (Três Pontas, 4 de dezembro de 1972), é um narrador esportivo e político brasileiro, filiado ao PV. Nas eleições de 2022, foi eleito deputado estadual por Minas Gerais.

## Biografia
Mário trabalhou no SporTV. Anteriormente, havia trabalhado na Rádio Três Pontas, na Rádio Sentinela de Três Pontas e na Rádio Globo. Ingressou na Itatiaia em 1993, e narrou sua primeira Copa do Mundo em 1998, na França. Atualmente narra como titular os jogos do Atlético-MG. Mário Henrique substitui outro grande narrador esportivo, o Willy Gonser, aposentado em 2009.
Mário participou efetivamente nas coberturas das Olimpíadas de 1996 (Atlanta, EUA), 2000 (Sydney, Austrália) e 2008 (Pequim, China), dos Jogos Pan-Americanos de 1999 (Winnipeg, Canadá), 2003 (Santo Domingo, República Dominicana) e 2007 (Rio de Janeiro); e em três Copas do Mundo (1998-França, 2002-Coréia/Japão e 2014-Brasil), além do Mundial de Clubes, em Marrocos. Nas Olimpíadas e nos Jogos Pan Americanos, o locutor chegou a narrar partidas de diversas modalidades.
Da mesma forma, sempre que há alguma equipe mineira na disputa de um título de relevância independentemente do esporte, que não o futebol, Mário é escalado para a cobertura, devido à sua versatilidade. Versatilidade demonstrada também nas vezes em que ele esteve no comando dos noticiários esportivos da emissora, como o Rádio Esportes e a Turma do Bate Bola. “O Caixa”, como costuma ser carinhosamente chamado pela torcida atleticana e é o bordão criado por ele para narrar 'o gol', formou-se em Jornalismo no ano de 2005 pelo Centro Universitário de Belo Horizonte (Uni-BH).
Em fevereiro de 2013, Caixa foi empossado, pela primeira vez, Deputado Estadual de Minas Gerais. E, já no primeiro mês de mandato, se tornou membro efetivo da Comissão de Esportes Lazer e Cultura e também vice-presidência da Comissão Extraordinária da Copa do Mundo, criada para discutir assuntos relacionados ao principal evento esportivo do mundo, realizado no Brasil em 2014.
Ainda em 2014, Caixa foi eleito o segundo Deputado Estadual mais votado do estado, com 130.593 votos, com destaque para a votação expressiva na capital mineira, onde obteve 46.424 votos, 10.981 votos a mais do que o segundo parlamentar mais votado da cidade.

Em 2018 foi reeleito para seu terceiro mandato consecutivo na ALMG com 76.527 votos. Na 18ª Legislatura, foi vice-presidente da Comissão de Esporte, Lazer e Juventude, tendo integrado também, como membro efetivo, a Comissão de Participação Popular.